# Liste der Naturdenkmale in Werbach
| Naturdenkmale | Anzahl |
| ------------- | ------ |
| FND           | 13     |
| END           | 1      |
| Gesamt        | 14     |

Die Liste der Naturdenkmale in Werbach nennt die verordneten Naturdenkmale (ND) der im baden-württembergischen Main-Tauber-Kreis liegenden Gemeinde Werbach und deren Ortsteile (Brunntal, Gamburg, Niklashausen, Wenkheim und Werbachhausen).
In Werbach gibt es insgesamt 14 als Naturdenkmal geschützte Objekte, davon 13 flächenhafte Naturdenkmale (FND) und 1 Einzelgebilde-Naturdenkmal (END).
Stand: 1. November 2016.

## Flächenhafte Naturdenkmale (FND)
| Name                                           | Bild | Kennung     | Einzelheiten | Position | Fläche Hektar | Datum         |
| ---------------------------------------------- | ---- | ----------- | ------------ | -------- | ------------- | ------------- |
| Auewald Bildhäusle/Unter der Kapelle           |      | 81281280011 | Werbach      | ⊙        | 0,7           | 10. März 1992 |
| Feuchtgebiet Oberes Brüblein                   | BW   | 81281280007 | Werbach      | ⊙        | 2,8           | 21. Dez. 1981 |
| Feuchtgebiet Vorderer Beilberg (Hungerbrunnen) |      | 81281280006 | Werbach      | ⊙        | 0,3           | 21. Dez. 1981 |
| Pflanzenstandort am Neuberg I                  | BW   | 81281280009 | Werbach      | ⊙        | 1,1           | 10. März 1992 |
| Pflanzenstandort am Neuberg II                 | BW   | 81281280010 | Werbach      | ⊙        | 0,9           | 10. März 1992 |
| Pflanzenstandort Im Eiget                      | BW   | 81281280014 | Werbach      | ⊙        | 1,7           | 10. März 1992 |
| Quell- und Feuchtgebiet Seewiese               | BW   | 81281280005 | Werbach      | ⊙        | 0,4           | 21. Dez. 1981 |
| Schilfbestand Gamburg Krautgärten              |      | 81281280008 | Werbach      | ⊙        | 0,5           | 10. März 1992 |
| See Roßbrunnen                                 |      | 81281280003 | Werbach      | ⊙        | 0,2           | 21. Dez. 1981 |
| Taubermäander mit Uferabgehölz beim Tauberwehr | BW   | 81281280015 | Werbach      | ⊙        | 1,0           | 10. März 1992 |
| Trockenrasen am Brockelberg                    | BW   | 81281280013 | Werbach      | ⊙        | 3,1           | 10. März 1992 |
| Trockenrasen Hirschberg                        | BW   | 81281280012 | Werbach      | ⊙        | 2,2           | 10. März 1992 |
| Wildwuchsbestand Oberer Sand                   | BW   | 81281280004 | Werbach      | ⊙        | 0,1           | 21. Dez. 1981 |
| Legende für Naturdenkmal                       |      |             |              |          |               |               |

## Einzelgebilde-Naturdenkmale (END)
| Name                                | Bild | Kennung     | Einzelheiten | Position | Fläche Hektar | Datum         |
| ----------------------------------- | ---- | ----------- | --- | -------- | ------------- | ------------- |
| 1 Sommerlinde Ortsetter (Mühlgasse) |      | 81281280001 | Werbach-Niklashausen Die Sommerlinde steht im Werbacher Ortsteil Niklashausen im Bereich der Abzweigung der Mühlgasse von der Wertheimer Straße am Riedgraben. | ⊙        | 0,0           | 21. Dez. 1981 |
| Legende für Naturdenkmal            |      |             | |          |               |               |